# الحطاریش
ال هتاریش یک منطقهٔ مسکونی در یمن است که در استان صنعا واقع شده‌است.